# Brentford High Street
La Brentford High Street est une importante voie de communication de Brentford, localité du Grand Londres.

## Historique
Brentford est un lieu peuplé dès la préhistoire, à cet endroit où la Brent rencontre la Tamise, autrefois plus large et moins profonde, et qui formait un gué à cet endroit, qui donna son nom à la localité.
Londres devenue la capitale de la Bretagne romaine entraîna la création d'une voie romaine se dirigeant vers Staines-upon-Thames et l'est de l'île. Des recherches archéologiques menées sur le parking du magasin Morrison (anciennement Somerfield) ont mis au jour des vestiges de cette route.
Les années 2020 voient un redéveloppement complet de la partie de la rue située au croisement de la A3002.

## Bâtiments remarquables et lieux de mémoire

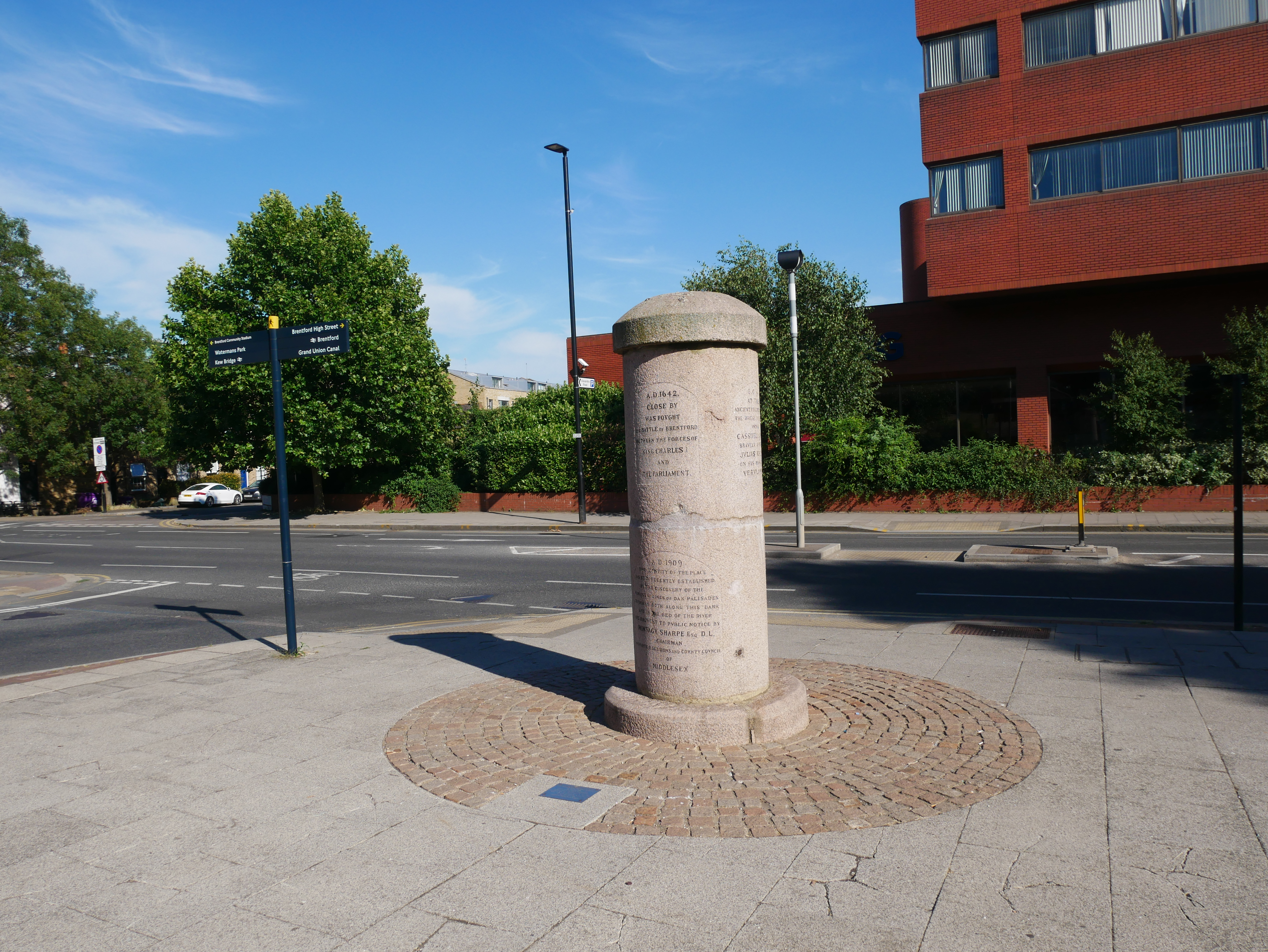
Le Brentford Monument vu du nord-ouest, en juillet 2022.

- Église Saint-Laurent de Brentford.
- Au no 227, le pub The Beehive, œuvre de l'architecte Nowell Parr, construit en 1907[7].
- Ancienne caserne de pompiers, datant de 1897, réalisée par le même.
- Le Brentford Monument, marquant le lieu supposé de la reddition de Cassivellaunos à Jules César[8],[9].
- Centre culturel et cinéma Watermans.

## Desserte
Cette route est desservie par la gare de Brentford.